# 埃爾瓦萊
埃爾瓦萊（西班牙語：El Bale），是巴拿馬的城鎮，位於該國西北部，由恩戈貝-布格雷特區的努魯姆區負責管轄，面積48.4平方公里，2010年人口813，人口密度每平方公里16.8人。